# Ørnen der havde højdeskræk
Ørnen der havde højdeskræk (originaltitel  Örjan - den höjdrädda örnen) er en svensk animationsfilm fra 1999 instrueret af Hamid Navim efter et manuskript af Lars Klinting. Filmen er produceret med støtte fra bl.a. DR.

## Handling
Kongeørnen Orla kan ikke lide at flyve, for han bliver så ør og svimmel af højder, men en fuglekonge lokker ham højere og højere op i luften, og til sidst opdager Orla, at han sagtens kan svæve sammen med de andre ørne.

## Svenske stemmer
- Per Myrberg - fortæller
- Peter Harryson - ørnen Orla
- Lena Nyman - fuglekonge

## Danske stemmer[2]
- Jesper Klein
- Stig Hoffmeyer
- Susanne Breuning